# Vaskulitis

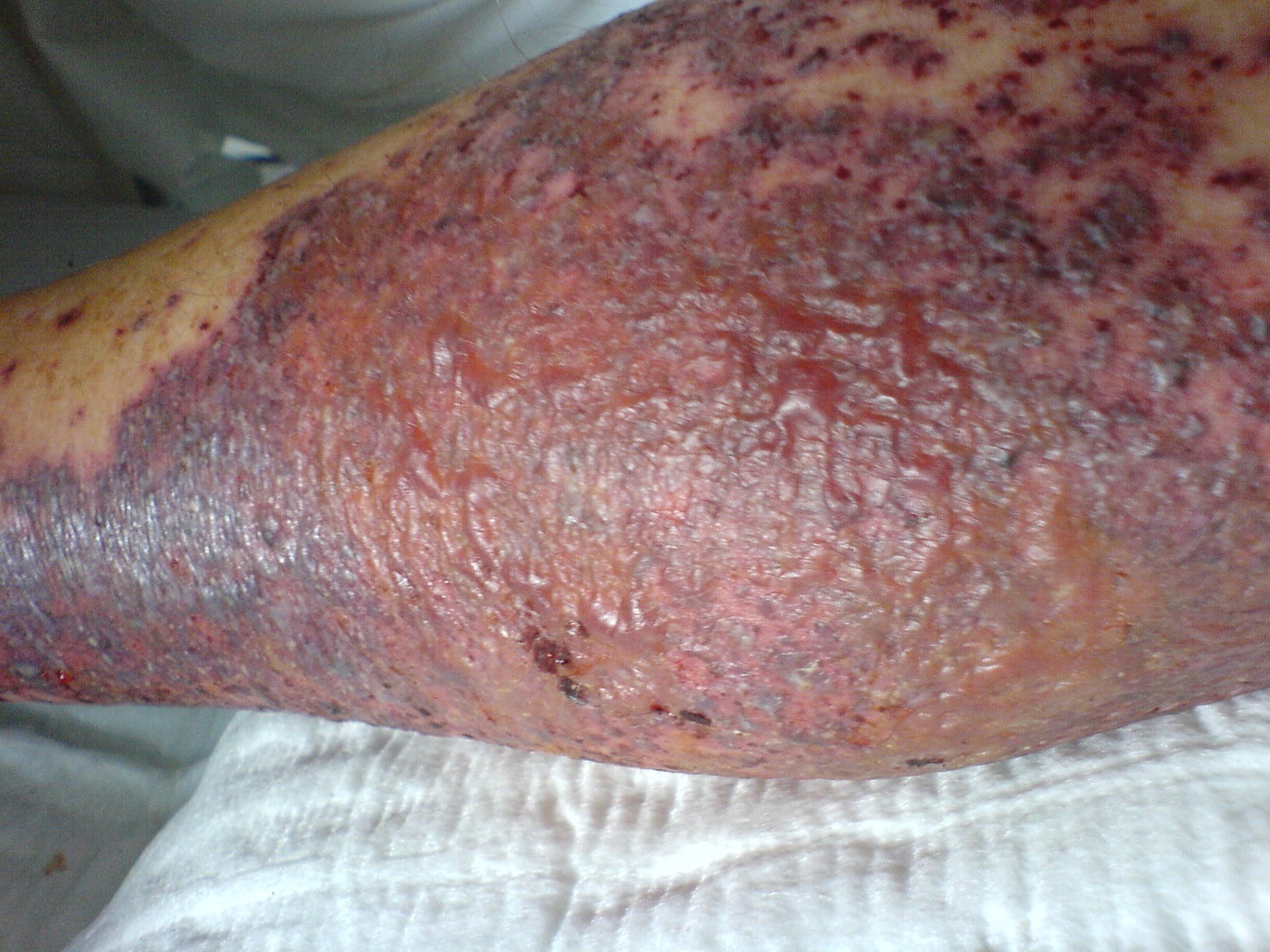
Vaskulitis an der Wade/Unterschenkel Endstadium

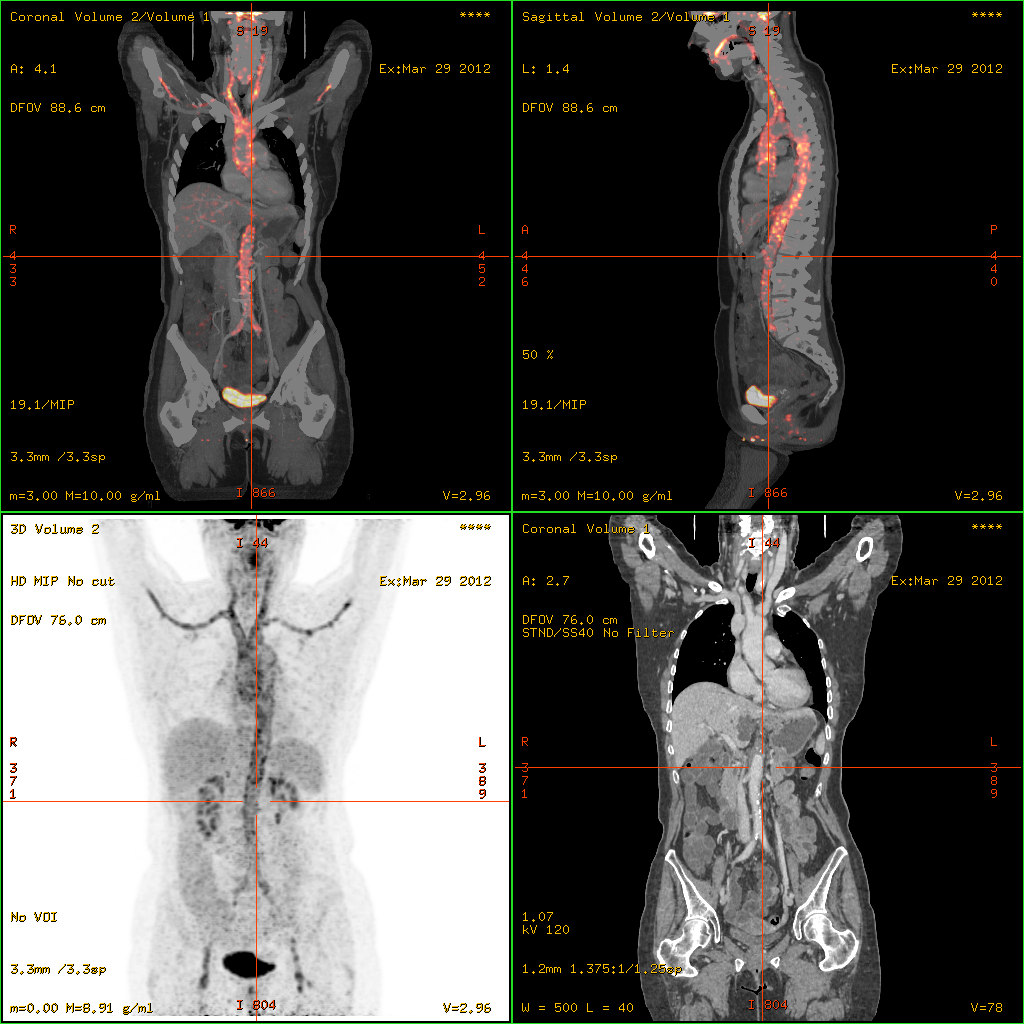
Schwere Vaskulitis der großen Gefäße in der FDG-PET/CT-Darstellung

Unter dem Sammelbegriff Vaskulitis (Mehrzahl Vaskulitiden) oder Gefäßentzündung werden entzündlich-rheumatische Erkrankungen zusammengefasst, bei denen es durch autoimmunologische Prozesse – am häufigsten eine Allergie vom Typ 3 – zu Entzündungen von Arterien, Arteriolen, Kapillaren, Venolen und Venen kommt, wodurch in der Konsequenz auch die versorgten Organe geschädigt werden. Die genauen Ursachen sind nicht geklärt. Es werden genetische Faktoren in Kombination mit Umwelteinflüssen wie Infektionen mit dem Bakterium Staphylococcus aureus oder dem Hepatitis-Virus vermutet.
Früher führten Vaskulitiden innerhalb weniger Monate zum Tod, heute können sie durch eine Therapie mit Immunsuppressiva in eine Remission gebracht werden, wodurch die Krankheit jedoch nicht geheilt ist. Da das Immunsystem bleibend entgleist ist und die Ursachen dafür noch nicht entschlüsselt sind und deshalb auch nicht behoben werden können, kann es jederzeit zu einem Rezidiv kommen.
Im Gegensatz dazu sind Vaskulopathien eine Gruppe primär nichtentzündlicher Gefäßerkrankungen unterschiedlicher Ursache, die zu einem teilweisen oder vollständigen Verschluss eines Gefäßes führen. In der Praxis werden beide Erkrankungstypen sprachlich häufig nicht sauber voneinander getrennt.

## Klassifikation

### Primäre Vaskulitiden
Primäre Vaskulitiden sind Vaskulitiden ohne bekannte Grunderkrankung. Sie werden nach der Revidierten Chapel-Hill-Consensus-Conference-Nomenklatur (2012) nach Größe der betroffenen Gefäße und je nachdem, ob sie ANCA-Antikörper aufweisen oder nicht, wie folgt klassifiziert:

#### Primäre Vaskulitiden kleiner Gefäße
ANCA-assoziierte Vaskulitiden
- Granulomatose mit Polyangiitis (alte Bezeichnung: Wegener-Granulomatose) mit Vaskulitis vor allem der kleinen Arterien von Nieren und Lungen
- Eosinophile Granulomatose mit Polyangiitis (alte Bezeichnung: Churg-Strauss-Syndrom)
- Mikroskopische Polyarteriitis  (Abkürzung: MPA oder mPAN)

Nicht-ANCA-assoziierte Vaskulitiden
Bei den nicht-ANCA-assoziierten Vaskulitiden der kleinen Gefäße finden sich Immunkomplex- und Komplementablagerungen, es handelt sich dabei also um primäre Immunkomplexvaskulitiden.
- IgA-Vaskulitis (Purpura Schönlein-Henoch, genannt auch Purpura anaphylactoides)
- Vaskulitis bei essentieller (d. h. idiopathischer) Kryoglobulinämie
- Anti-GBM-Krankheit (glomeruläre Basalmembran)
- Hypokomplementämische urtikarielle Vaskulitis (Anti-C1q-Vaskulitis)

#### Primäre Vaskulitiden mittlerer Gefäße
- Panarteriitis nodosa (PAN)
- Kawasaki-Syndrom
- Wegener-Klinger-Granulomatose
- Eosinophile Granulomatose mit Polyangiitis

#### Primäre Vaskulitiden großer Gefäße
- Riesenzellarteriitis (früher auch Arteriitis temporalis, Arteriitis cranialis oder Morbus Horton genannt)
- Takayasu-Arteriitis als ANCA-negative Vaskulitis vor allem der Aorta und ihrer Hauptäste

#### Primäre Vaskulitiden variabler Gefäßgröße
- Cogan-I-Syndrom
- Morbus Behçet

#### Primäre Vaskulitiden eines Organs
- kutane leukozytoklastische Angiitis
- primäre ZNS-Vaskulitis u. a.

### Sekundäre Vaskulitiden
Die sekundären Vaskulitiden treten bei Autoimmunerkrankungen (z. B. Systemischem Lupus erythematodes) und Infektionserkrankungen (z. B. AIDS, Syphilis) auf oder sind medikamentös induziert.
Auch die akute vaskuläre Organabstoßung nach einer Nierentransplantation zählt dazu, Ursache sind hierbei vom Empfänger synthetisierte IgG-Antikörper gegen Alloantigene der Epithelzellen des Transplantates.
Ebenso können sekundäre Vaskulitiden nach Aufnahme von Kokain und Mutterkornalkaloiden sowie einigen Heilpflanzen auftreten.